# Bastert-Werke
Die Bastert-Werke waren ein deutscher Hersteller von Nähmaschinen, Kleinmotorrädern und Fahrrädern in Bielefeld.

## Geschichte

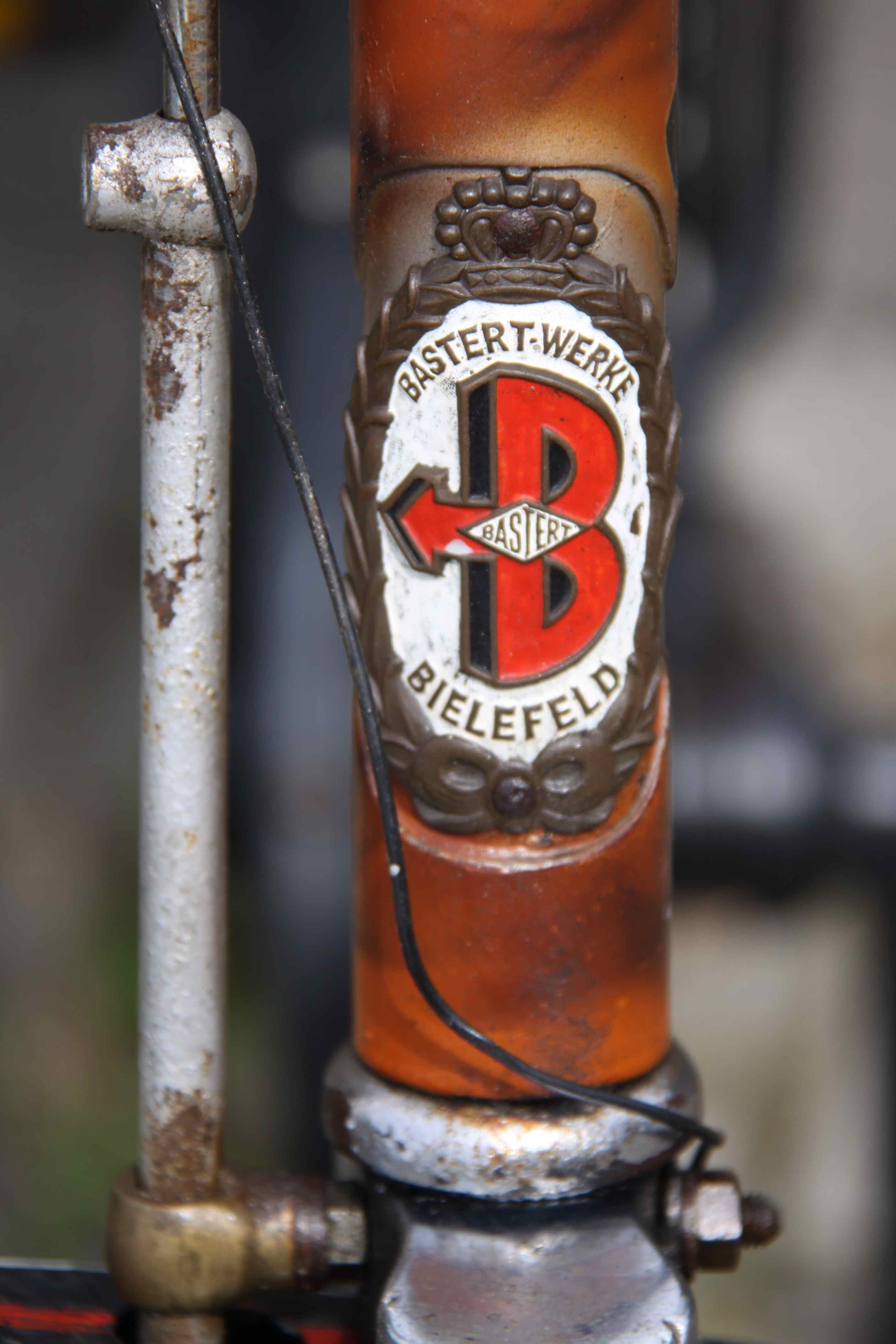
Fabrikschild eines Bastert-Fahrrades

Im Alter von 25 Jahren gründete Gustav Bastert 1914 ein Fahrrad- und Nähmaschinengeschäft in Bielefeld. 1918 folgte im kleinen Umfang eine Fertigung; er stellte hauptsächlich Kassen her. 1934 wurde ein großzügiges Firmengebäude in Heepen eingeweiht. Dort begann die Fabrikation der damals sehr beliebten Motorfahrräder. Bastert verwendete allerdings – im Gegensatz zu anderen Herstellern – nicht den 98-cm³-Motor von Fichtel & Sachs, sondern einen ILO-Motor. Bis zum Kriegsbeginn entstanden zehn verschiedene Modelle von 60 cm³ bis 118 cm³. Während des Krieges wurde für die Rüstung gearbeitet.
1943 starb Firmengründer Gustav Bastert, sein Sohn Helmut Bastert leitete das Unternehmen weiter.
Schon 1948 konnte wieder ein Motorfahrrad hergestellt werden, die „Bastert B/FM 100“ mit dem bewährten ILO-Motor. 1949 wurde in das Modell „B/FS 100“ erstmals auch ein 98er Sachs-Motor eingebaut. Mit Kickstarter gab es 1949 zwei Motorräder mit ILO-Motor, „FM 100 K“ und „FM 120 K“.
Die Produktpalette wurde weiter ausgebaut, mit 150-cm³-Motoren von Fichtel & Sachs, mit 175er und 200er Motoren von ILO; Hinterradfederung und Teleskopgabel wurden eingeführt.
1951 stellte Bastert auf der 1. Internationalen Fahrrad- und Motorradausstellung (IFMA) in Frankfurt am Main das „Bastert-Einspurauto“ vor. Es war ein 2,25 m langer, an das Maicomobil erinnernder Tourenroller, der von einem 175-cm³- oder wahlweise 200-cm³-ILO-Motor angetrieben wurde. 600.000 DM Entwicklungskosten trieben den Verkaufspreis in die Höhe (1.960,00 bzw. 2.060,00 DM), so dass der Bastert-Roller der teuerste seiner Zeit war. Das in Handarbeit gebaute Fahrzeug war hochwertig und komfortabel: Es hatte eine strömungsgünstige Leichtmetallkarosserie mit Emaillelackierung sowie Teleskopgabel, Hinterradteleskopfederung und Steckachsen, die einen Radwechsel erleichterten.
Mit nur rund 1200 verkauften „Einspurautos“ blieb der erwartete Erfolg aus, und so kam es am 1. November 1953 zur Eröffnung des Vergleichsverfahrens, womit ein Konkurs abgewendet wurde. 1955 endete die Fertigung der Motorräder, 1956 wurde das letzte Zweirad hergestellt.
Bis zum Konkurs 1987 stellten die Bastert-Werke Kunststoffverpackungen her.

## Motorräder
- B I, B II-FM60 (1935-36) (1 Zyl., 2-Takt von ILO, 60 cm³, 1,25 PS)
- B III-FM100 (1935-42) (1 Zyl., 2-Takt von ILO, 98 cm³, 2,8 PS)
- B IV D-FM100 (1935-40) (1 Zyl., 2-Takt von ILO, 98 cm³, 2,8 PS)
- B VII,IX-FM100 (1936-40) (1 Zyl., 2-Takt von ILO, 98 cm³, 2,8 PS)
- B V,VI,VIII,X-FM120 (1936-40) (1 Zyl., 2-Takt von ILO, 118 cm³, 3,5 PS)

- B/FM100 (1948-54) (1 Zyl., 2-Takt von ILO, 98 cm³, 2,8 PS)
- B/FS100 (1949-52) (1 Zyl., 2-Takt von Fichtel & Sachs, 98 cm³, 2,25 PS)
- B/FM120 (1949-51) (1 Zyl., 2-Takt von ILO, 118 cm³, 3,5 PS)
- B/MG125 E (1949-52) (1 Zyl., 2-Takt von ILO, 123 cm³, 5 PS)
- B/FM100 K (1949-52) (1 Zyl., 2-Takt von ILO, 98 cm³, 2,8 PS)
- B/FM120 K (1949-50) (1 Zyl., 2-Takt von ILO, 118 cm³, 3,5 PS)
- B/SM 51 (1950-55) (1 Zyl., 2-Takt von Fichtel & Sachs, 147 cm³, 6,5 PS)
- B/MG 175 F (1950-55) (1 Zyl., 2-Takt von ILO, 174 cm³, 8,2 PS)
- B/M 200 (1953-56) (1 Zyl., 2-Takt von ILO, 198 cm³, 11 PS)
- B/M 250 (1952-53) ( 1 Zyl., 2-Takt von ILO, 248 cm², 12,8 PS) nur als Prototypen

## Mopeds
- B/FM 40 (1952) (1 Zyl., 2-Takt von REX, 40 cm³, 1 PS)
- B/FM 48 (1952) (1 Zyl., 2-Takt von ILO, 48 cm³, 1 PS)
- B/FP 50 (1953-54) (1 Zyl., 2-Takt von ILO, 48 cm³, 1,5 PS)
- B/S 50 (1955-56) (1 Zyl., 2-Takt von Fichtel & Sachs, 47 cm³, 1,25 PS)
- B/G 50 (1955-56) (1 Zyl., 2-Takt von ILO, 48 cm³, 1,5 PS)

## Roller
- Einspurauto (1951-56) (1 Zyl., 2-Takt von ILO, 175 cm³, 7,6 PS, anfangs auch 147 cm³, 6 PS)
- Einspurauto (1953-56) (1 Zyl., 2-Takt von ILO, 197 cm³, 9,5 PS)